# Elías del Socorro Nieves
Mateo Elías Nieves Castillo, OSA, řeholním jménem Elías del Socorro (21. září 1882, Yuriria – 10. března 1928, Cañada de Caracheo) byl mexický římskokatolický kněz a řeholník Řádu svatého Augustina, zabitý pro svoji víru během období povstání kristerů. Katolická církev jej uctívá jako blahoslaveného mučedníka.

## Život
Narodil se dne 21. září 1882 v obci Yuriria rodičům Ramónovi Nievesovi a Ritě Castillo. Jeho rodiče byli rolníci. Kvůli obavám o jeho život byl pokřtěn ještě v den narození. Ve svých dvanácti letech málem podlehl tuberkulóze. Nedlouho po svém uzdravení byl zavražděn jeho otec, pročež musel opustit svá studia.
Ve věku 22 let byl přijat na Colegio Agustino ve své rodné obci. Vstoupil do Řádu svatého Augustina a roku 1911 v něm složil své řeholní sliby. Zvolil si řeholní jméno Elías del Socorro. Dne 9. dubna 1916 přijal kněžské svěcení a od roku 1921 sloužil jako vikář v Cañada de Caracheo, kde byla za jeho působení dokončena stavba zdejšího kostela.
Po rozpoutání povstání kristerů roku 1926 docházelo k Mexiku k pronásledování katolického obyvatelstva. Odmítl se podrobit protikatolickým nařízením a ukryl se v jeskyni Barranca El Leñero za městem, kde zřídil improvizovaný kostel, a pravidelně scházel do města vysluhovat svátosti. Dne 7. března 1928 dorazila do města skupina vojáků, kteří jej přistihli a i přes rolnický převlek rozpoznali jako duchovního. Byl odveden na kraj silnice, kde jej vojenská četa v čele s kapitánem Manuelem Márquez Cervantesem popravila zastřelením. Jeho poslední slova před smrtí byla: „Ať žije Kristus Král!“

## Úcta
Dne 17. prosince 1996 podepsal papež sv. Jan Pavel II. dekret o jeho mučednictví. Blahořečen pak byl dne 12. října 1997 na Svatopetrském náměstí papežem sv. Janem Pavlem II.
Jeho památka je připomínána 10. března. Bývá zobrazován v řeholním oděvu.